# Cardionema
Cardionema es un género  de plantas con flores   perteneciente a la familia de las cariofiláceas. Comprende 8 especies descritas y de estas, solo 6 aceptadas.

## Taxonomía
El género fue descrito por Augustin Pyrame de Candolle y publicado en Prodromus Systematis Naturalis Regni Vegetabilis 3: 372–373. 1828. La especie tipo es: Cardionema multicaule DC.

## Especies aceptadas
A continuación se brinda un listado de las especies del género Cardionema aceptadas hasta octubre de 2013, ordenadas alfabéticamente. Para cada una se indica el nombre binomial seguido del autor, abreviado según las convenciones y usos.
- Cardionema andina A.Nelson & J.F.Macbr.
- Cardionema burkartii R.Subils
- Cardionema camphorosmoides A.Nelson & J.F.Macbr.
- Cardionema congesta A.Nelson & J.F.Macbr.
- Cardionema kurtzii R.Subils
- Cardionema ramosissimum A.Nelson & J.F.Macbr.